# Cherasco
Cherasco (piemontesisch Cherasch) ist eine italienische Gemeinde in der Provinz Cuneo (CN) in der Region Piemont. In Cherasco werden Reben für den Dolcetto d’Alba, einen Rotwein mit DOC-Status angebaut. Cherasco ist Träger der Bandiera Arancione des TCI.

## Lage und Einwohner
Cherasco liegt 44 km nordöstlich von der Provinzhauptstadt Cuneo entfernt, am Zusammenfluss der Stura di Demonte und Tanaro, auf einer Höhe von 288 m über dem Meeresspiegel. Das Gemeindegebiet umfasst eine Fläche von 81,54 km² und hat 9552 Einwohner (Stand 31. Dezember 2023). Die Gemeinde besteht aus den Ortsteilen Roreto, Bricco de’ Faule, Veglia, Cappellazzo, San Bartolomeo, San Giovanni und Sant’Antonino. 
Die Nachbargemeinden sind Bra, Cervere, La Morra, Marene, Narzole und Salmour. 

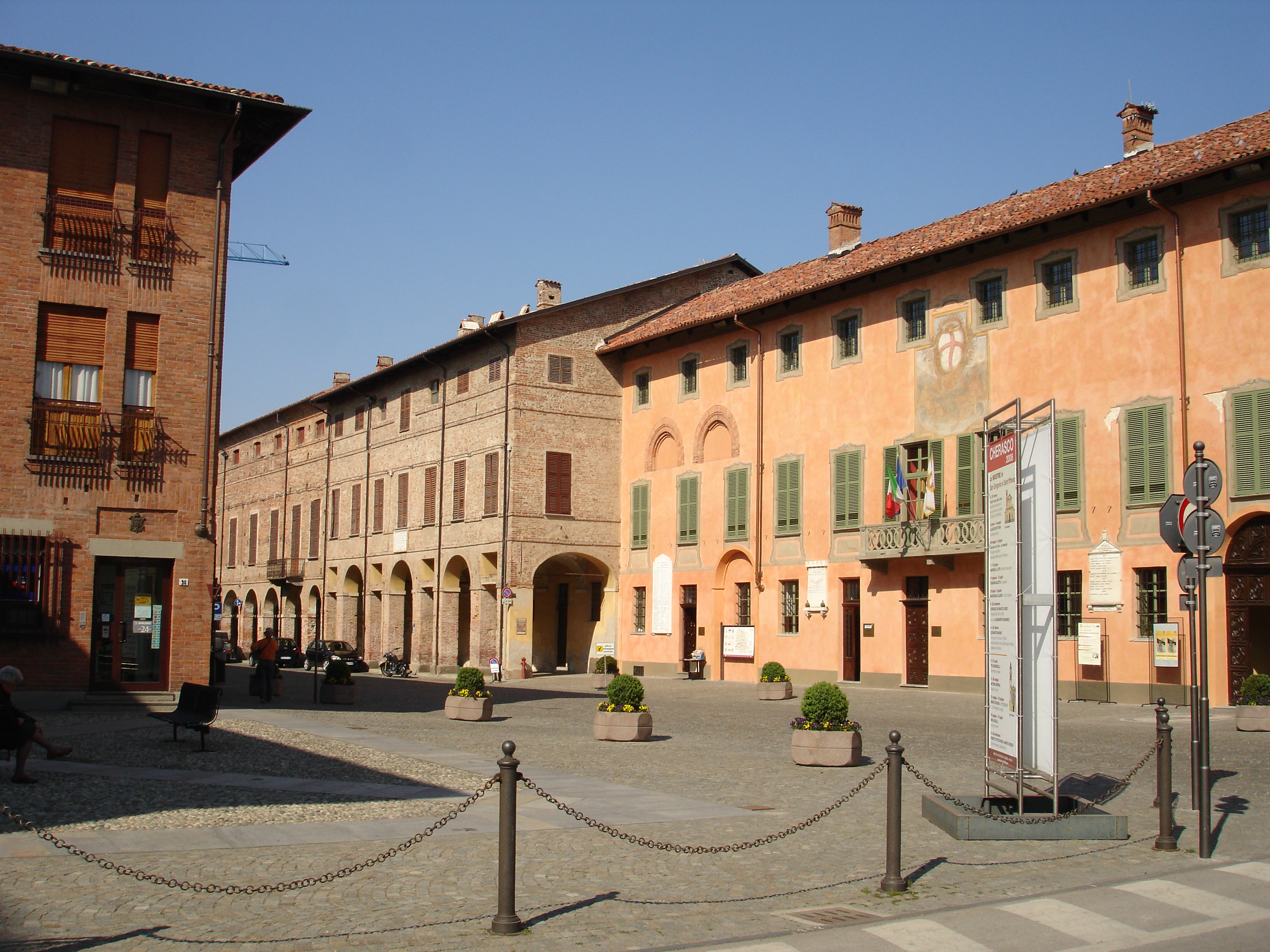
Piazza Antistante

## Geschichte

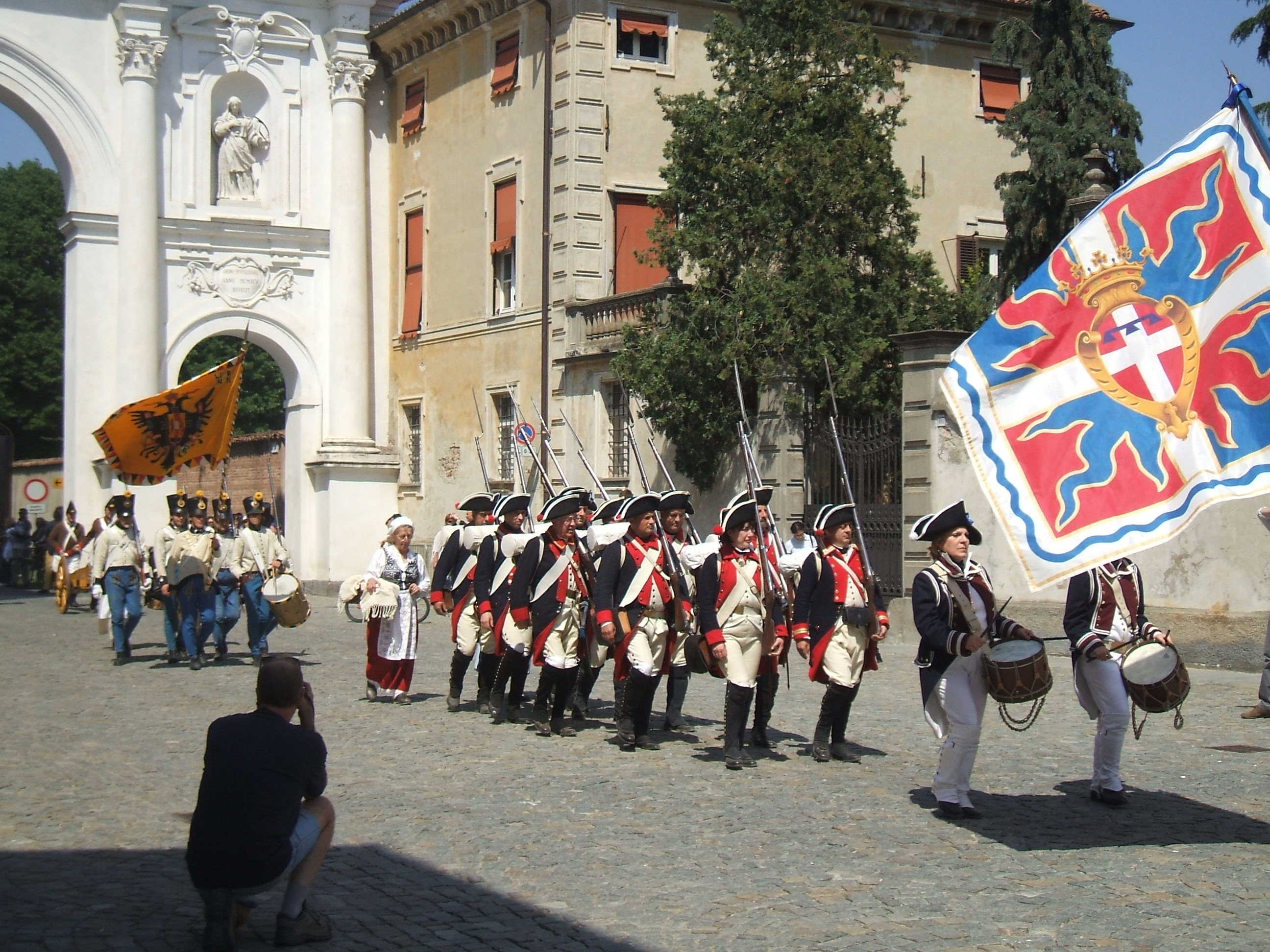
Aufmarsch des sardischen Militärs zum 211. Jahrestag des Waffenstillstandes von Cherasco aus dem Jahr 1796

Cherasco entstand nach dem Willen von Manfredi Lancia im Jahr 1243, welcher zu einem Kadettenzweig der Aleramiden-Dynastie gehört. Bereits zur Römerzeit gab es eine Ortschaft mit Namen Clerascum, und eben neben diesem wollte der kaiserliche Vikar Lancia ein neues Dorf errichten. Cherasco fiel schon bald in die Hände der Gegenpartei, der Guelfen von Karl I. von Neapel. 
Im Jahr 1277 ging Cherasco zusammen mit Alba, Asti und Chieri, in den düsteren Zeiten der Gemeindekämpfe, wieder als freie und unabhängige Gemeinde an die Ghibellinen zurück. Im Jahr 1303 musste die Stadt ihre Autonomie an die Anjou abgeben und dann, im Jahr 1347 an Amadeus VI., Graf von Savoyen.
Nach einer blutigen Belagerung im Jahr 1348 wurden die Savoia vertrieben und Luchino Visconti wurde der Herr der Gemeinde, welcher dort eines seiner Schlösser erbauen ließ. Nachdem es in die Aussteuer von Valentina Visconti übergegangen war, wurde es an die Franzosen abgegeben und erst 1529 konnten die Savoia es zurückgewinnen. 
Ab 1559 begann eine neue Blütezeit. Die Stadt wurde mit Mauern befestigt, die von Ascanio Vittozzi geplant worden waren. 1630 und 1631 wütete in Norditalien die Pest; unter anderem starb ein Drittel der Einwohner Venedigs. 
Der Fürstenhof wählte Cherasco als Aufenthaltsort. Im Jahr 1647 wurde der Belvederebogen (Arco del Belvedere), eines der Stadtsymbole, gebaut. Am 6. April und am 19. Juni 1631 unterzeichneten die Bevollmächtigten des Viktor Amadeus I. von Savoyen, des Kaisers Ferdinand II. und des Königs Ludwig XIII. von Frankreich zwei Friedensverträge. Mit diesem Frieden von Cherasco endete der Mantuanische Erbfolgekrieg (1628–1631).
Am Morgen des 23. April 1796 belagerten französische Truppen während Napoléons Italienfeldzug Cherasco. Am Abend dieses Tages bat General Michele Colli, der Befehlshaber der Piemonteser, um einen Waffenstillstand; Napoleon Bonaparte zog in die Stadt ein. Er setzte den Waffenstillstand von Cherasco durch und behauptete, er dürfe nicht für das Direktorium (ver)handeln. Mit dem Waffenstillstand wurde die Geographie der sabaudischen Besitztümer neu geregelt. 
Am 28. April akzeptierte Viktor Amadeus III. den Waffenstillstand.

## Sehenswürdigkeiten

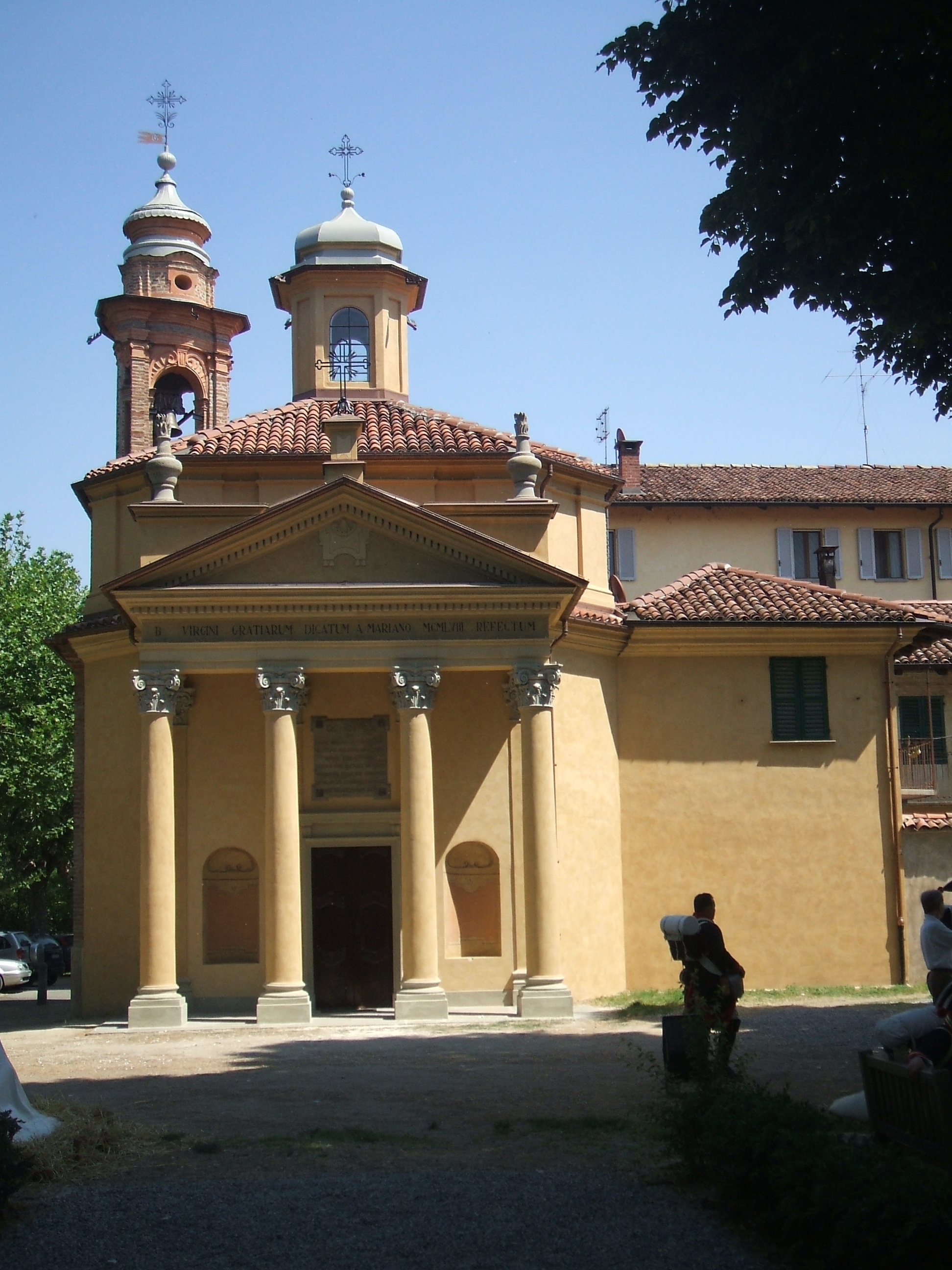
Kirche der Madonna delle Grazie in Cherasco

### Schlösser
- Das Schloss der Visconti aus dem 14. Jahrhundert

### Kirchen
- Die Kirche des Heiligen Augustin
- Die Kirche San Pietro aus der Mitte des 13. Jahrhunderts. Fassade und Campanile romanisch, das Innere barockisiert. Im Campanile befindet sich das Fresko einer Kreuzigungsdarstellung von 1488.
- Die Kirche des Heiligen Martin aus dem 13. Jahrhundert – 14. Jahrhundert
- Der Wallfahrtsort der Madonna del Popolo (Hl. Mutter Gottes des Volkes)

### Museen
- Das Museo Civico (Stadtmuseum) „Giovanni Battista Adriani“
- Das Museo della Magia (Zaubermuseum)[3]

### Palazzo Salmatoris
Der Palazzo befindet sich im Stadtzentrum und erhält seinen Namen seitens des vor Ort ansässigen adeligen Giovanni di Audino Salmatoris, welcher ihn im Jahr 1620 errichten ließ. Er wird auch "Friedenspalast" (Palazzo della Pace) genannt, da er Zeuge vieler geschichtlicher Ereignisse der Stadt war; darunter sind die Aufbewahrung des Turiner Grabtuchs im Jahr 1706 und die Unterzeichnung des Waffenstillstands zwischen Napoleon und dem sabaudischen Reich im Jahr 1796 zu nennen. Bereits in den vergangenen Jahrhunderten wurde es einer Reihe von Restaurierungsmaßnahmen unterzogen und heute ist es ein wichtiges Kulturzentrum, welches internationale Kunstausstellungen beherbergt.

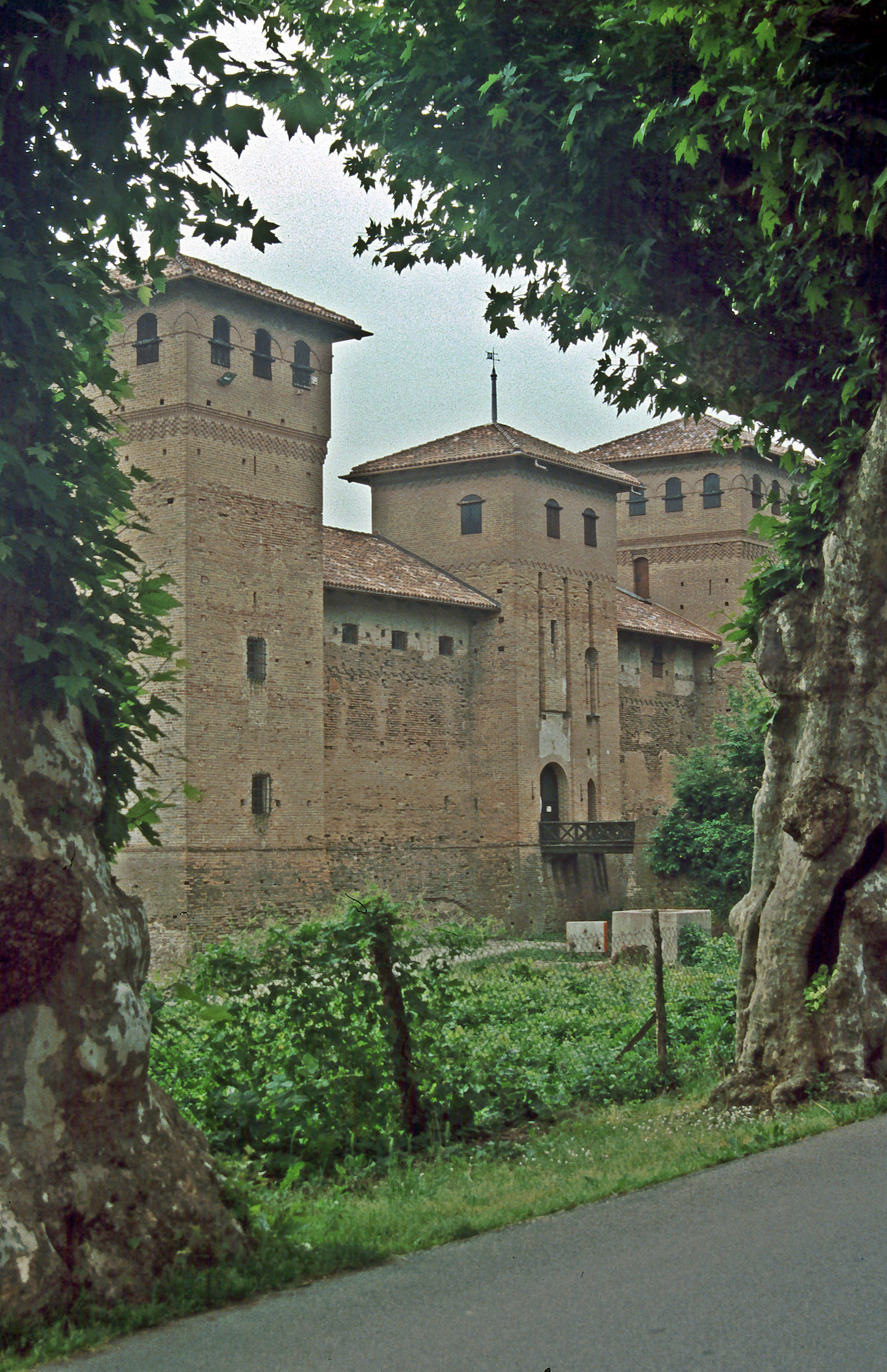
Kastell der Visconti

### Synagoge
Die Synagoge wurde im 18. Jahrhundert innerhalb des alten Ghettos der Stadt (welches 1725 gebildet und von Carl Albert im Jahr 1848 aufgelöst wurde) erbaut. Sie legt Zeugnis davon ab, dass hebräische Kultur einst vorhanden war. Diese geht auf eine noch frühere Zeit zurück. Die Synagoge besteht aus einem kleinen viereckigen Saal, mit Wänden, die mit hebräischen Inschriften und geschnitzten Möbeln dekoriert sind.

### Kastell der Visconti
1348 von Lodovico Visconti gegründet.

## Partnerstädte
- Kirjat Gat, Israel
- Villars-sur-Var, Frankreich
- Möckmühl, Deutschland, seit 2001
- Piliscsaba, Ungarn, seit 2005
- Cefa, Rumänien, seit 2006

Zudem ist die Stadt Mitglied des Bundes der europäischen Napoleonstädte.